# فرودگاه ول
فرودگاه ول (به انگلیسی: Valle Airport)  یک فرودگاه همگانی   است که یک باند فرود آسفالت دارد و طول باند آن ۱۲۸۰ متر است. این فرودگاه در  کشور ایالات متحده آمریکا قرار دارد و در ارتفاع ۱۸۲۸٫۵ متری از سطح دریا واقع شده است.